# مودرازحسين (مقاطعة غيلانغرب)
مودرازحسين (بالفارسية: مودرازحسین) هي قرية تقع في منطقة مركزية ريفية في إيران. يقدر عدد سكانها بـ 32 نسمة بحسب إحصاء 2016.